# 下松市

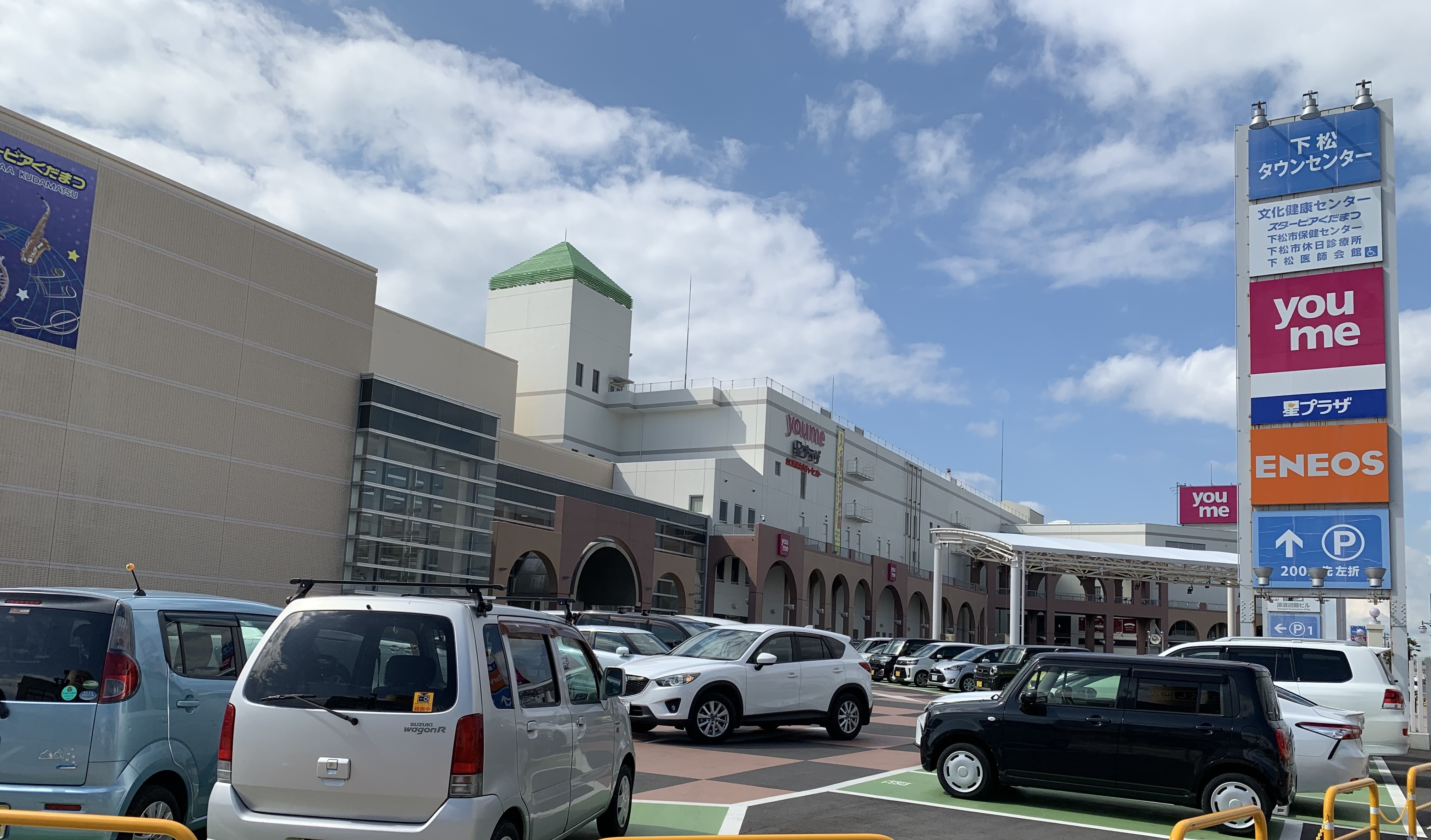
下松タウンセンター（ゆめタウン下松［旧ザ・モール周南］ほか）

下松市（くだまつし）は、山口県の東南部に位置する市。

## 地理

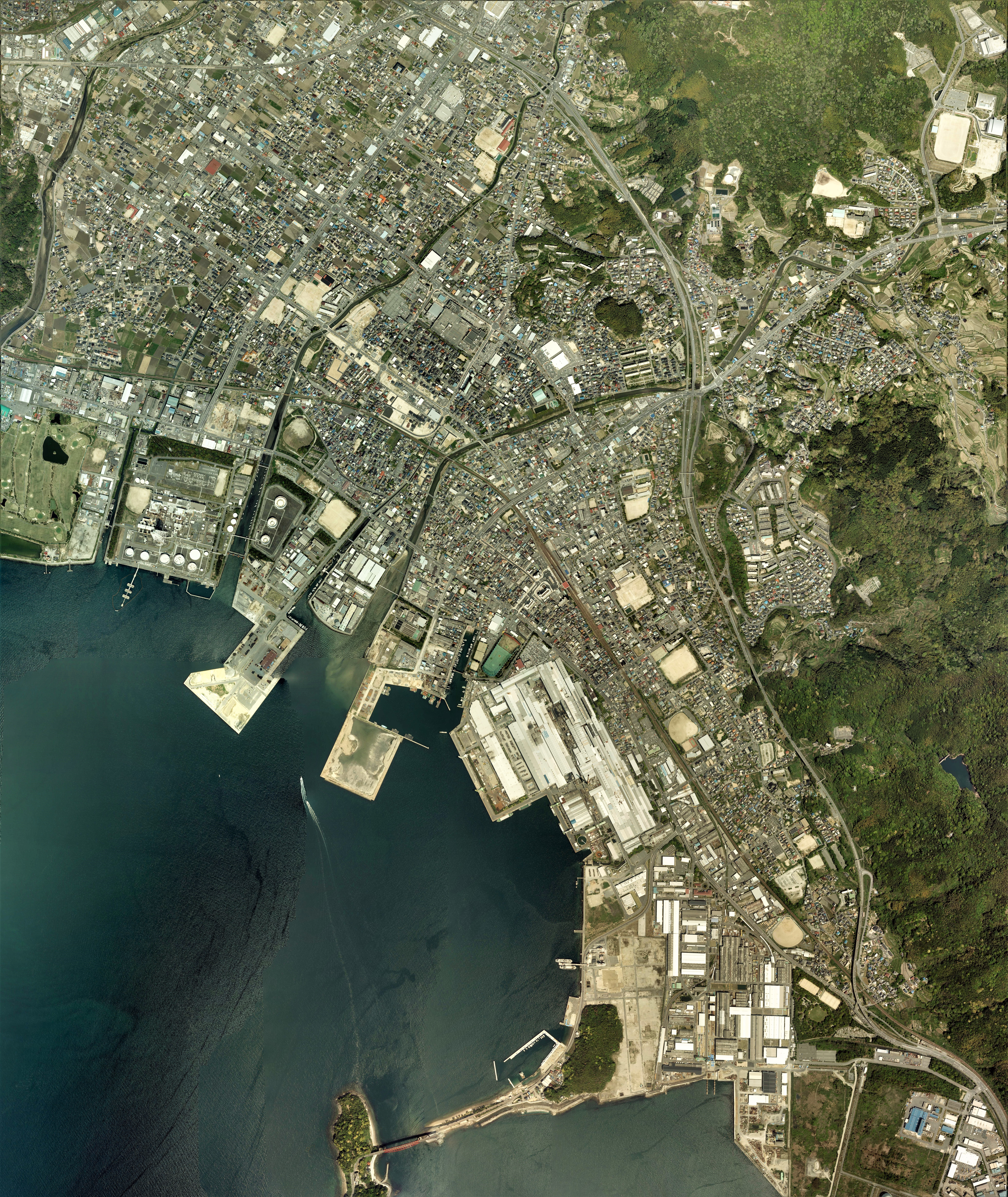
下松市中心部周辺の空中写真。
2008年4月21日撮影の18枚を合成作成。。

周南市と光市に挟まれた、両市とともに周南地区を構成する市の一つである。
隣接する周南市や光市とは、産業・経済・交流面での結びつきが強く、3市は「周南地区」と呼称される（3市の市名から「周南・下松・光地区」と呼称されることもある）。山口県は、都市計画基本方針において、3市を人口約25万人の「周南広域都市圏」と定義している。
沖には、笠戸島および古島を配し、大きな内海を抱えたような地勢を形成している。南部は瀬戸内海に面し、国際拠点港湾である徳山下松港とともに、日立製作所笠戸事業所など大規模工場が複数立ち並んでおり、瀬戸内工業地域に位置している（工業の項参照）。
1990年代頭までは末武地区を中心に田園地帯が広がっていたが、山口県道41号下松鹿野線のバイパス建設と、付随する道路の整備に伴い、ロードサイドの郊外型商業が目覚ましく発展した（商業の項参照）。住宅地としての人気も高く、山口県の基準地価順位（住宅地）においては上位にランクしている地点もある。

### 気候
| 下松（1991年 - 2020年）の気候      | 下松（1991年 - 2020年）の気候 | 下松（1991年 - 2020年）の気候 | 下松（1991年 - 2020年）の気候 | 下松（1991年 - 2020年）の気候 | 下松（1991年 - 2020年）の気候 | 下松（1991年 - 2020年）の気候 | 下松（1991年 - 2020年）の気候 | 下松（1991年 - 2020年）の気候 | 下松（1991年 - 2020年）の気候 | 下松（1991年 - 2020年）の気候 | 下松（1991年 - 2020年）の気候 | 下松（1991年 - 2020年）の気候 | 下松（1991年 - 2020年）の気候 |
| 月                                 | 1月                           | 2月                           | 3月                           | 4月                           | 5月                           | 6月                           | 7月                           | 8月                           | 9月                           | 10月                          | 11月                          | 12月                          | 年                            |
| ---------------------------------- | ----------------------------- | ----------------------------- | ----------------------------- | ----------------------------- | ----------------------------- | ----------------------------- | ----------------------------- | ----------------------------- | ----------------------------- | ----------------------------- | ----------------------------- | ----------------------------- | ----------------------------- |
| 最高気温記録 °C （°F）             | 17.9 (64.2)                   | 21.2 (70.2)                   | 24.4 (75.9)                   | 27.4 (81.3)                   | 30.7 (87.3)                   | 32.6 (90.7)                   | 35.8 (96.4)                   | 37.2 (99)                     | 35.9 (96.6)                   | 31.5 (88.7)                   | 28.0 (82.4)                   | 21.9 (71.4)                   | 37.2 (99)                     |
| 平均最高気温 °C （°F）             | 9.4 (48.9)                    | 10.4 (50.7)                   | 13.9 (57)                     | 19.2 (66.6)                   | 23.6 (74.5)                   | 26.3 (79.3)                   | 30.2 (86.4)                   | 31.8 (89.2)                   | 28.3 (82.9)                   | 23.2 (73.8)                   | 17.5 (63.5)                   | 11.8 (53.2)                   | 20.5 (68.9)                   |
| 日平均気温 °C （°F）               | 4.9 (40.8)                    | 5.5 (41.9)                    | 8.7 (47.7)                    | 13.7 (56.7)                   | 18.3 (64.9)                   | 21.8 (71.2)                   | 25.8 (78.4)                   | 27.0 (80.6)                   | 23.5 (74.3)                   | 18.0 (64.4)                   | 12.4 (54.3)                   | 7.1 (44.8)                    | 15.6 (60.1)                   |
| 平均最低気温 °C （°F）             | 0.6 (33.1)                    | 0.9 (33.6)                    | 3.7 (38.7)                    | 8.5 (47.3)                    | 13.4 (56.1)                   | 18.2 (64.8)                   | 22.5 (72.5)                   | 23.4 (74.1)                   | 19.6 (67.3)                   | 13.6 (56.5)                   | 7.8 (46)                      | 2.7 (36.9)                    | 11.3 (52.3)                   |
| 最低気温記録 °C （°F）             | −6.3 (20.7)                   | −8.6 (16.5)                   | −5.1 (22.8)                   | −1.4 (29.5)                   | 4.7 (40.5)                    | 8.5 (47.3)                    | 15.9 (60.6)                   | 15.9 (60.6)                   | 7.4 (45.3)                    | 1.9 (35.4)                    | −1.4 (29.5)                   | −5.2 (22.6)                   | −8.6 (16.5)                   |
| 降水量 mm （inch）                 | 54.3 (2.138)                  | 85.2 (3.354)                  | 148.5 (5.846)                 | 183.7 (7.232)                 | 215.6 (8.488)                 | 277.7 (10.933)                | 324.7 (12.783)                | 153.8 (6.055)                 | 169.2 (6.661)                 | 100.6 (3.961)                 | 77.7 (3.059)                  | 59.3 (2.335)                  | 1,850.1 (72.839)              |
| 平均降水日数 （≥1.0 mm）           | 6.5                           | 7.9                           | 10.0                          | 9.9                           | 9.7                           | 12.0                          | 10.8                          | 8.4                           | 9.0                           | 6.4                           | 6.9                           | 7.0                           | 104.5                         |
| 平均月間日照時間                   | 148.9                         | 150.8                         | 183.8                         | 199.4                         | 217.7                         | 156.4                         | 181.3                         | 222.0                         | 173.6                         | 184.0                         | 163.2                         | 154.2                         | 2,135.5                       |
| 出典1：Japan Meteorological Agency |                               |                               |                               |                               |                               |                               |                               |                               |                               |                               |                               |                               |                               |
| 出典2：気象庁                      |                               |                               |                               |                               |                               |                               |                               |                               |                               |                               |                               |                               |                               |

### 人口
| |                                        |  |
| 下松市と全国の年齢別人口分布（2005年） | 下松市の年齢・男女別人口分布（2005年） |  |
| ■紫色 ― 下松市 ■緑色 ― 日本全国 | ■青色 ― 男性 ■赤色 ― 女性              |  |
| 下松市（に相当する地域）の人口の推移 \| 1970年（昭和45年） \| 49,627人 \| \| \| 1975年（昭和50年） \| 55,825人 \| \| \| 1980年（昭和55年） \| 54,803人 \| \| \| 1985年（昭和60年） \| 54,445人 \| \| \| 1990年（平成2年） \| 53,030人 \| \| \| 1995年（平成7年） \| 53,471人 \| \| \| 2000年（平成12年） \| 53,101人 \| \| \| 2005年（平成17年） \| 53,509人 \| \| \| 2010年（平成22年） \| 55,012人 \| \| \| 2015年（平成27年） \| 55,812人 \| \| \| 2020年（令和2年） \| 55,887人 \| \| |                                        |  |
| 総務省統計局 国勢調査より |                                        |  |
| 1970年（昭和45年） | 49,627人                               |  |
| 1975年（昭和50年） | 55,825人                               |  |
| 1980年（昭和55年） | 54,803人                               |  |
| 1985年（昭和60年） | 54,445人                               |  |
| 1990年（平成2年） | 53,030人                               |  |
| 1995年（平成7年） | 53,471人                               |  |
| 2000年（平成12年） | 53,101人                               |  |
| 2005年（平成17年） | 53,509人                               |  |
| 2010年（平成22年） | 55,012人                               |  |
| 2015年（平成27年） | 55,812人                               |  |
| 2020年（令和2年） | 55,887人                               |  |

2015年（平成27年）の国勢調査（速報値）において、前回調査からの人口増減をみると、1.45％増の55,812人であり、増減率は県内19市町中首位。人口密度は624.6人/平方kmと県内で一番高い。
国立社会保障・人口問題研究所が2018年に発表した『日本の地域別将来推計人口（平成30（2018）年推計）』において、2045年の総人口の予測値は 50,419人（2015年を100とすると90.3）との推計が出されている。

### 地名
1939年、4町村の合併により発足。合併前の各町村の12大字が継承された。その後、1954年に米川村を編入し4大字を加え、1962年には都濃町中須南の一部を編入したため、合計で17大字となった。
- 東豊井（旧下松町）
- 西豊井（旧下松町）
- 笠戸島（旧末武南村）
- 平田（旧末武南村）
- 末武下（旧末武南村）
- 末武中（旧花岡村）
- 末武上（旧花岡村）
- 生野屋（旧花岡村）
- 山田（旧久保村）
- 切山（旧久保村）
- 来巻（旧久保村）
- 河内（旧久保村）
- 下谷（旧米川村）
- 大藤谷（旧米川村）
- 瀬戸（旧米川村）
- 温見（旧米川村）
- 中須南（都濃町より一部を編入）

1966年から1978年にかけて町名設置が行われた（この時期に設置された町名を下記に記す）。
その後の住居表示の実施により、町名の一部は消滅したが、大部分は現在まで残っている。
☆印の町名は、住居表示未実施のまま残っているもの。
- 古川町1丁目～4丁目（1966年、東豊井・西豊井）
- 北斗町（1966年、西豊井）
- 栄町1丁目～3丁目（1966年、西豊井）
- 大手町1丁目～2丁目（1966年、西豊井）
- 東柳1丁目～2丁目（1966年、西豊井）
- 中市（1966年、西豊井。2012年、中市1丁目に）
- 樋ノ上（1966年、西豊井。2012年、中市1丁目に）
- 旗岡1丁目～5丁目（1970年、東豊井・西豊井）
- 桃山町（1973年、来巻・河内）☆
- 東和1丁目～2丁目（1973年、来巻）☆
- 東海岸通り（1974年、東豊井）☆
- 青柳1丁目～2丁目（1978年、東豊井）
- 琴平町1丁目～2丁目（1978年、東豊井）
- 青木町（年不詳、末武下。1999年、美里町3丁目に）
- 白迫町（年不詳、生野屋。2002年、生野屋南1丁目に）
- 葉山1丁目～2丁目（年不詳、来巻・河内）☆
- 星が丘1丁目～3丁目（年不詳、久保）

※年不詳とされている地区は、1984年以降に発足した可能性がある。
その後、1984年以降も住居表示が実施されている。
上記の町名も含めて実施され、町名が未設置だった大字地区にも、新たな町名が下記のとおり設置されている。
- 東陽1丁目～7丁目（1984年、山田・切山）
- 古川町1丁目～4丁目、北斗町、栄町1丁目～3丁目、大手町1丁目～2丁目、東柳1丁目～2丁目、青柳1丁目～2丁目、琴平町1丁目～2丁目、旗岡1丁目～5丁目（1986年。町名設置済区域に住居表示実施）
- 大手町3丁目（1987年、西豊井）
- 昭和町1丁目～2丁目（1987年、河内）
- 西柳1丁目～2丁目（1988年、西豊井）
- 中央町（1989年、下末武）
- 若宮町（1994年、河内）
- 美里町1丁目～4丁目（1999年、末武上・末武下・末武下・青木町）
- 望町1丁目～5丁目（1999年、末武上・末武中・末武下）
- 清瀬町1丁目～4丁目（1999年、末武中）
- 瑞穂町1丁目～4丁目（1999年、末武中・末武下）
- 潮音町1丁目～8丁目（1999年、末武中・末武下・平田）
- 生野屋1丁目～5丁目（2002年、生野屋）
- 生野屋西1丁目～4丁目（2002年、生野屋）
- 生野屋南1丁目～3丁目（2002年、生野屋・白迫町）
- 南花岡1丁目～7丁目（2003年、末武上・末武中）
- 星が丘1丁目～3丁目（2004年。町名設置済区域に住居表示実施）
- 桜町1丁目～3丁目（2006年、西豊井・河内・末武下）
- 藤光町1丁目～2丁目（2006年、西豊井・末武下）
- 楠木町1丁目～2丁目（2006年、西豊井・末武下）
- 中市一丁目～二丁目（2012年、西豊井・中市・樋ノ口）
- 駅南一丁目～二丁目（2012年、西豊井）
- 新川一丁目～四丁目（2012年、西豊井・東豊井）
- 西柳3丁目（2019年、西豊井）
- 中島町1丁目～2丁目（2019年、西豊井）
- せせらぎ町1丁目～3丁目（2019年、末武下）
- 西市1丁目～3丁目（2019年、末武下）

## 行政

### 市長
- 市長：國井益雄（2016年4月25日就任、3期目）
  - 副市長：玉井哲郎
  - 教育長：玉川良雄
  - 上下水道事業管理者：大野孝治

| 代 | 氏名       | 就任    | 離任    |
| -- | ---------- | ------- | ------- |
| 1  | 弘中伝人   | 1939.12 | 1943.12 |
| 2  | 田岡勝太郎 | 1943.12 | 1946.3  |
| 3  | 武井謙助   | 1946.8  | 1947.2  |
| 4  | 石井成就   | 1947.4  | 1959.4  |
| 5  | 河口登     | 1959.5  | 1964.4  |
| 6  | 山中健三   | 1964.5  | 1976.4  |
| 7  | 藤田徳一   | 1976.4  | 1984.4  |
| 8  | 河村憐次   | 1984.4  | 2000.4  |
| 9  | 井川成正   | 2000.4  | 2016.4  |
| 10 | 國井益雄   | 2016.4  |         |

（第3代まで官選、第4代以降は公選）

### 公共施設

#### 市役所
- 本庁舎

#### 公民館（出張所）など
- ほしらんどくだまつ（下松中央公民館、下松市立図書館併設）
- 久保公民館（出張所）
- 末武公民館
- 花岡公民館（出張所）
- 豊井公民館
- 笠戸公民館
- 笠戸島公民館（出張所）
- 深浦公民館
- 米川公民館（出張所）
- 中村総合福祉センター（中村公民館 併設）

#### 体育施設
（各施設の詳細は「下松市体育施設管理事務所」を参照）
- 下松市温水プール（アクアピアこいじ）
- 下松スポーツ公園体育館（トラックワンアリーナ）（総合グラウンド・球技場・ゲートボール場・冒険の森併設）
- 葉山グラウンド
- 市民体育館（市民武道館・公園プール併設）
- 市民運動場
- 恋ケ浜緑地庭球場
- 下松公園庭球場

#### 文化施設
- 下松市文化会館（スターピアくだまつ）

#### 一部事務組合など
- 周南地区福祉施設組合（養護老人ホーム、救護所）：周南市と共同
- 周南地区衛生施設組合（可燃ごみ焼却施設「恋路クリーンセンター」、火葬場「御屋敷山斎場」）：周南市および光市と共同
- 周南東部環境施設組合（不燃ごみ処理施設「リサイクルセンター『えこぱーく』」）：光市と共同
- Kビジョン（第三セクター）：周南市、下松市、光市、平生町および上関町と共同
- 下松商業開発株式会社（第三セクター）：下松市・地元出店者・中小企業事業団（現・中小企業基盤整備機構）が出資
- 下松市施設管理公社

### 下松市公式マスコットキャラクター
- くだまる - 公募・市内小学生による選挙で選ばれ、2019年（令和元年）市政施行80周年記念式典でお披露目された。2021年（令和3年）「くだまるのうた」が制作された。

## 議会

### 市議会
- 定数：20名（現員20名）
- 任期：2022年（令和4年）4月20日 - 2026年（令和8年）4月19日
- 議長：中村隆征
- 副議長：松尾一生

| 会派名         | 議席数 | 議員名（◎は代表者）                                                           |
| -------------- | ------ | ----------------------------------------------------------------------------- |
| 新生クラブ     | 8      | ◎磯部孝義、永田憲男、中谷司朗、中村隆征、松尾一生、三浦徹也、村田丈生、森良介 |
| 鐵（くろがね） | 2      | ◎金藤哲夫、山根栄子（幸福実現党）                                             |
| 政友会         | 3      | ◎浅本輝明、近藤康夫、藤井洋                                                   |
| 公明党         | 2      | ◎堀本浩司、柳瀬秀明                                                           |
| 日本共産党     | 2      | ◎田上茂好、渡辺敏之                                                           |
| 無所属         | 3      | 木原愛子、斉藤マリ子、守田文美                                                |
| 計             | 20     |                                                                               |

（2022年4月20日現在）

### 衆議院
2023年衆議院議員補欠選挙
- 選挙区：山口2区（下松市、岩国市、光市、柳井市、周南市（旧熊毛町域）、大島郡、玖珂郡、熊毛郡）
- 投票日：2023年4月23日
- 当日有権者数：279,203人
- 投票率：42.41％

| 当落 | 候補者名 | 年齢 | 所属党派   | 新旧別 | 得票数   |
| ---- | -------- | ---- | ---------- | ------ | -------- |
| 当   | 岸信千世 | 31   | 自由民主党 | 新     | 61,369票 |
|      | 平岡秀夫 | 69   | 無所属     | 元     | 55,601票 |

2021年衆議院議員総選挙
- 選挙区：山口2区（下松市、岩国市、光市、柳井市、周南市（旧熊毛町域）、大島郡、玖珂郡、熊毛郡）
- 投票日：2021年10月31日
- 当日有権者数：283,552人
- 投票率：51.61％

| 当落 | 候補者名 | 年齢 | 所属党派   | 新旧別 | 得票数    | 重複 |
| ---- | -------- | ---- | ---------- | ------ | --------- | ---- |
| 当   | 岸信夫   | 62   | 自由民主党 | 前     | 109,914票 | ○    |
|      | 松田一志 | 64   | 日本共産党 | 新     | 32,936票  |      |

## 歴史
- 1939年(昭和14年)11月3日 - 都濃郡下松町・久保村・末武南村・花岡村が合併して発足。県下7番目の市制施行。
- 1945年(昭和20年) - 下松空襲。太平洋戦争でアメリカ軍が行った無差別爆撃で250人以上の死傷者を出した。
- 1954年(昭和29年)11月1日 - 都濃郡米川村を編入。「下松市民歌」と「下松音頭」を制定。
- 1956年(昭和31年)4月9日 - 昭和天皇、香淳皇后が市内に行幸啓。東洋鋼鈑下松工場を視察[5]。
- 1962年(昭和37年)4月1日 - 都濃郡都濃町の一部（大字中須南字滝ノ口）を編入。

### 地名の由来
推古天皇3年（595年）、鷲頭庄青柳浦の松の木に大星（北辰星ともいわれる）が降りてきて7日7晩輝き続け、「この地に百済の王子がやって来る」とのお告げがあった。その3年後、百済から聖王第3王子の琳聖太子が当地を訪れたという。この霊験に民衆が社を建てて大星を祭った。松に星が降ったことから「くだまつ（下松）」と言われる、との説がある。
他に、百済と交易する港の意味の「百済津」（くだらつ）に由来するという説もある。

### 平成の大合併
下松市は隣接する旧徳山市や旧新南陽市、旧熊毛町、旧鹿野町との3市2町で合併協議会を構成し、協議を進めていた。
しかし、2000年の市長選挙で合併を推進してきた当時の現職河村憐次市長が落選し、新市長井川成正氏が合併に慎重な立場をとったことから、下松市における合併の機運は急速に冷め、合併期日を巡る下松市の主張が受け入れられず、合併協議会を脱退するに至った。
この方針は2004年の市長選挙で井川成正市長が、合併推進派の新人候補を大差で破り、再選を果たしたことにより、さらに固定化した。

## 教育

### 高等学校

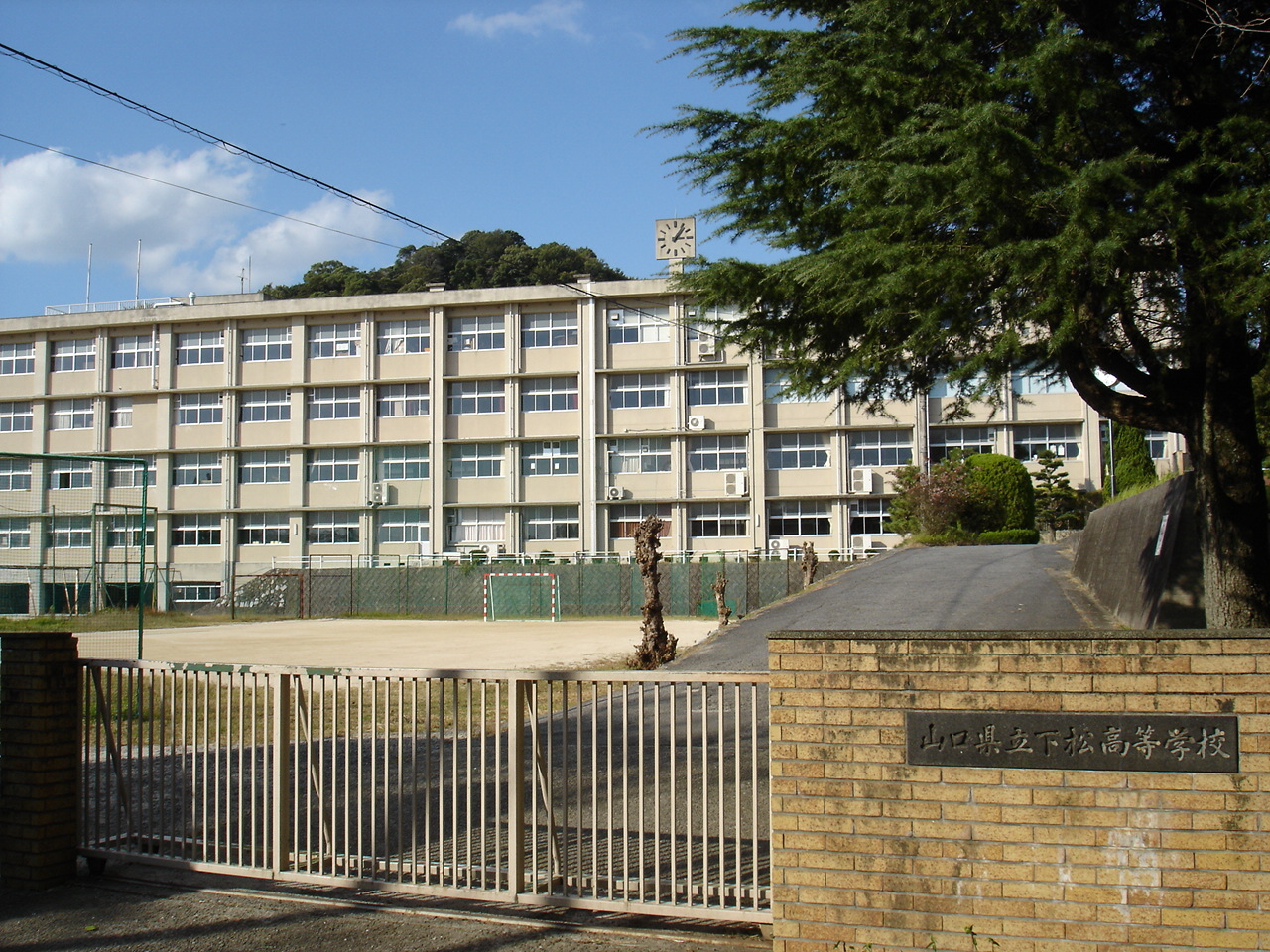
下松高等学校

- 山口県立下松高等学校
- 山口県立華陵高等学校
- 山口県立下松工業高等学校

### 中学校
- 下松市立下松中学校
- 下松市立末武中学校
- 下松市立久保中学校

### 小学校
- 下松市立下松小学校
- 下松市立久保小学校
- 下松市立東陽小学校
- 下松市立公集小学校
- 下松市立花岡小学校
- 下松市立豊井小学校
- 下松市立中村小学校
- 下松市立米川小学校（令和2年度から休校、下松市立花岡小学校へ通学）

### 認定こども園
- 末光幼稚園

### 廃校リスト
- 下松市立深浦中学校（下松市立下松中学校に統合）
- 下松市立笠戸小学校（下松市立下松小学校に統合、跡地は笠戸公民館）
- 下松市立深浦小学校（下松市立下松小学校に統合、跡地は深浦公民館）
- 下松市立江の浦小学校 （下松市立下松小学校に統合、耐震校舎は歴史民俗資料館に転用し、グラウンドに福祉施設建設予定）

### 専門学校
- 下松デンタルアカデミー専門学校(近年は、メディア出演もしている。)

## 警察・消防
- 下松警察署 - 市域全域を管轄
- 下松市消防本部

## 交通

### 鉄道
- 西日本旅客鉄道（JR西日本）
  - 山陽本線：下松駅（中心となる駅）

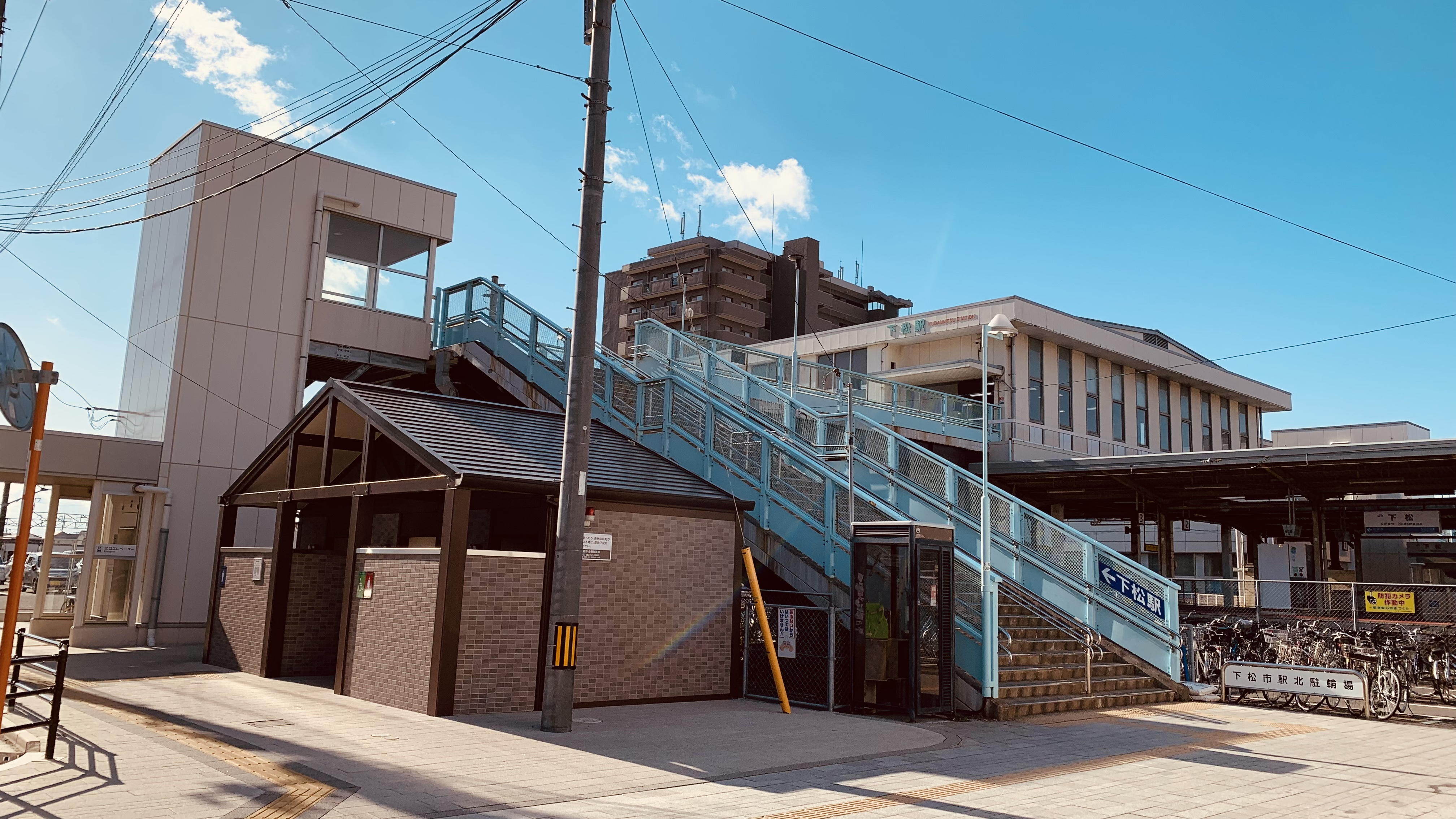
下松駅

  - 岩徳線：周防久保駅 - 生野屋駅 - 周防花岡駅

### 路線バス
- 防長交通 - 市内各地域に路線網を持つほか、周辺の周南市・光市・田布施町・平生町・柳井市・岩国市と下松市を結ぶ路線もある。また、福岡市と下松市を結ぶ高速バス「福岡・防府・周南ライナー」を運行している。
- 米泉号 - 2019年（令和元年）10月1日運行開始。米川地区と花岡地区を結ぶコミュニティバス。基本的に定時定路線運行（日曜・祝日運休）であるが、米川地区の一部の区間ではデマンド運行となっている。

公共交通マップ - 下松市と周南市が合同で、防長交通の路線図と時刻表を基に作成。

### 道路
- 山陽自動車道が市内を通っており、下松SAがある。インターチェンジはなく、最寄りは徳山東ICと熊毛ICになる。
- 国道2号
- 国道188号

## 産業

### 工業
大規模工場を複数擁し、徳山下松港一帯に広がる周南コンビナート（瀬戸内工業地域の一部）の一角を担う。
- 日立製作所笠戸事業所 - 新幹線を含む電車、客車、モノレールなど国内外の鉄道車両を生産。完成した車両は下松駅から甲種輸送されるか、陸送や航送される。
- 東洋鋼鈑下松事業所 - 飲料缶の素材やハードディスク基板などを生産。
- 中国電力下松発電所 - 2023年（令和5年）1月31日をもって廃止となった。
- 新笠戸ドック - 今治造船グループ傘下。
- JXTGエネルギー下松事業所 - 石炭中継基地。前身は昭和5年創業の日本石油下松製油所。

### 商業
1980年代までは、徳山市（現・周南市）を中心とした近隣都市への購買流出が続いていたが、1990年代以降は、1993年（平成5年）のザ・モール周南（現・ゆめタウン下松）の開業を皮切りに、市内の道路整備も相まって、ロードサイド店舗の出店が相次ぎ、現在では、近隣の周南市や光市を含む周南地区における、商圏の中心となった。
2018年（平成30年）現在、市内の商業施設における大型店の占有率は85%となっている。人口に対する商業施設面積の割合が高く、東洋経済新報社の「住みよさランキング」において、本市が中国・四国ブロックの首位を10年以上にわたり維持し続けている要因となっている。
なお、かつては下松駅周辺に商店街が存在したが、現在はほとんど機能していない。
店舗面積10,000m2以上の大規模小売店鋪を以下に記す。
- ゆめタウン下松
- サンリブ下松
- イオン下松山田ショッピングセンター（マックスバリュ西日本、ナフコ）

### 農業
- 山口県農業協同組合（JA山口県）周南統括本部

### 林業
- 周南森林組合下松事務所（市役所内）

### 漁業
- 山口県漁業協同組合下松支店
- ひらめきパーク笠戸島（下松市栽培漁業センター）
- 笠戸ひらめと食文化を広める会

### 金融機関
- 山口銀行（下松支店、下松支店下松駅南出張所、花岡支店）
- 西京銀行（下松支店、末武支店）
- 広島銀行（下松支店）
- 東山口信用金庫（下松支店、栄町支店）
- 中国労働金庫（下松支店）

### 経済団体
- 下松商工会議所
- 下松民主商工会

### 市内に本社を置く主な企業
- Kビジョン（ケーブルテレビ局）
- 上昇 (ゲームソフト販売)（総合リサイクル・リユースチェーン）
- ツルガハマランド株式会社（くだまつ健康パーク、くだまつパブリックゴルフ、くだまつスポーツセンターなどのレジャー・スポーツ施設を運営）
- TRUCK-ONE（中古トラック販売・買取）
- 高山石油（石油製品販売）

## 社会団体
- 徳山東ロータリークラブ
- 下松ライオンズクラブ
- 下松中央ライオンズクラブ
- 下松市文化協会
- 下松市観光協会
- 下松市スポーツ協会
- 下松市連合婦人会

## 医療
市内の病院を以下に示す（その他の医療機関は「病院なび」などを参照されたい）。
- 周南記念病院 - 2000年に旧徳山記念病院と旧下松記念病院を統合して「ふくしの里」の核施設として開院。
- 下松病院
- 下松中央病院

## 名所・旧跡・観光スポット・祭事・催事・ご当地グルメ
- 下松市農業公園
- 笠戸島 - 全島が瀬戸内海国立公園に含まれ、島全域が「みなとオアシスくだまつ☆笠戸島」として登録されている。国民宿舎大城[10]や 笠戸島家族旅行村、はなぐり海水浴場 などのレジャースポットがあり、「笠戸島まつり」や「くだまつ笠戸島アイランドトレイル」などのイベントが開催される。
- 米泉湖（末武川ダム） - ロックフィルダムによってできた人工湖。周辺は米泉湖公園として整備され、野外ステージビッグウィングではサマージャンボリーなどのイベントが開催される。外周はウォーキングコースとなっており、藤田三保子ら著名人や一般市民の作品を刻んだ文学碑プロムナードがある。
- 閼伽井坊
- 降松神社
- 花岡八幡宮
- 妙見宮鷲頭寺
- 鶴ヶ浜温泉 - くだまつ健康パーク内に湧出する。
- キツネの嫁入り（花岡福徳稲荷社 の稲穂祭） - 狐の面を着けた男女の嫁入り行列が練り歩く。
- 切山歌舞伎 - 都道府県指定重要無形民俗文化財。2015（平成27）年度文部科学大臣表彰受賞[11]
- 牛骨ラーメン - 牛骨ベースのスープは、後味の良いさっぱりとした口当たりで、独特な甘みと香ばしさが特徴。サイドメニューにいなり寿司がある。駅前など市内に店舗が点在する。
- 天王森古墳 - 2022年（令和4年）7月、“山口県初”のものを含む西日本有数の形象埴輪群が出土した。

## ゆかりの著名人
- 石川達紘 - 弁護士、元東京地方検察庁特捜部長
- 164 - ミュージシャン、ギタリスト、 ボーカロイドプロデューサー
- 岩本賢太郎 - 元日本石油社長
- 上田咲花 - タレント（アイドル・山口活性学園メンバー）
- 魚谷香織 - 競艇選手
- 及川いぞう - 俳優（「法医学教室の事件ファイル」刑事役などで出演）
- 岡本修 - ミュージシャン（「Swamp Delta Rockcafe'(スワンプ・デルタ・ロックカフェ)」「OSAMUSIC」として活動）
- 河村五良 - 元山口県議会議長
- 喜多川2tom - スーツアクター
- 義山亭石鳥 - 漫画家
- 櫻井麻七 - 女優
- 清木元治 - 薬学者、東京大学名誉教授
- 武居正能 - 映画監督（2001年に『ウルトラマンコスモス』で助監督を務め、以後ウルトラシリーズの多くに参加。『ウルトラマンR/B』ではメイン監督を初担当）
- 田嶋義介 - 島根県立大学総合政策学部教授、ローカルマニフェスト推進中国ネットワーク代表、元週刊誌「AERA」副編集長、元朝日新聞政治部次長
- 東條正年 - 脚本家（座頭市などを著作）
- 長岡外史 - 日本のスキーの創始者、元衆議院議員（笠戸島の 国民宿舎大城 近くの外史公園に銅像がある）
- Haiji - 絵本作家
- 橋本正之 - 元山口県知事、元衆議院議員（笠戸島の「笠戸島ハイツ」（現在は閉館）に胸像がある）
- 林聖二 - 漫画家
- 平松重雄 - 国利民福の会元会長、在住
- 福島菊次郎 - 報道写真家
- 福永富雄 - スポーツトレーナー（東京五輪にトレーナーとして派遣、日本プロ野球トレーナー協会会長、広島東洋カープのトレーナー部アドバイザーなどを歴任）
- 藤田勉 - ストラテジスト、一橋大学特任教授、シティグループ証券副会長
- 増田いずみ - ソプラノ歌手
- 松村しのぶ - 造形作家（海洋堂）
- 真山一郎 - 浪曲師、歌手
- MIKKO - 歌手（くだまつ観光大使、「くだまつぼうさいのうた」「くだまるのうた」を作曲）
- 元木行哉 - 俳優（下松市に移住、下松フィルム・コミッション 製作映画などに出演）
- 山城宏 - 囲碁
- 山田宏 - 山田グループ七星会会長、下松商工会議所会頭、山口経済同友会代表幹事
- 山田眞知子 - 元国際ソロプチミストアメリカ連盟会長
- 山本宜久 - 総合格闘家
- 吉弘充志 - サッカー選手（FCマルヤス岡崎所属、元サンフレッチェ広島、元コンサドーレ札幌、元レノファ山口FC）
- 吉村憲二 - お笑い芸人「ブロードキャスト!!」

## 電話・郵便
市外局番は、0833 (40 - 79、90 - 99) となっている。
- 0833 (40 - 79、90 - 99) エリア
  - 下松市・光市（大和地区を除く）・周南市（熊毛地区）

郵便番号は、以下の通りとなっている。
- 下松郵便局 : 744-00xx、744-85xx、744-86xx、744-87xx、744-02xx

### 郵便局
- 下松郵便局
- 下松東柳郵便局
- みずほ郵便局
- 下松花岡郵便局
- 下松東陽郵便局
- 下松豊井郵便局
- 笠戸島郵便局
- 米川郵便局
- 下松久保簡易郵便局
- 下松旗岡簡易郵便局

## 参照
1. 1 2  下松市章制定
2. ↑  “平成27年山口県地価調査結果の概要について”. 山口県. (2015年9月17日) 2016年7月24日閲覧。
3. ↑  “下松 過去の気象データ検索”.   気象庁. 2023年10月8日閲覧。
4. ↑  結果表1 総人口および指数（平成27（2015）年＝100とした場合） (PDF)  - 日本の地域別将来推計人口　－平成27（2015）〜57（2045）年－　平成30年推計, 国立社会保障・人口問題研究所 p.130
5. ↑  宮内庁『昭和天皇実録第十二』東京書籍、2017年3月28日、173頁。ISBN 978-4-487-74412-1。
6. ↑  下松の歴史Archived 2016-03-06 at the Wayback Machine. 下松市観光協会。
7. ↑   (pdf) 平成27年度高度化事業活用事例集, 独立行政法人中小企業基盤整備機構高度化事業部 2018年8月13日閲覧。
8. 1 2   下松市内事業者・消費者の大型店・通販影響調査報告書（平成30年2月）, 下松商工会議所 2018年8月15日閲覧。
9. ↑   住みよさランキング2018､中四国･九州沖縄編, 東洋経済新報社, (2018-06-29) 2018年8月15日閲覧。
10. ↑  “くだまつあーず 2017年1月”. 下松商工会議所青年部 観光振興委員会. 2025年4月23日閲覧。
11. ↑  “260年の歴史を継承 切山歌舞伎保存会に文科大臣表彰後援会の支援実る”. 新周南新聞社. (2015年12月3日) 2016年5月22日閲覧。